# Ropica transversemaculata
Ropica transversemaculata là một loài bọ cánh cứng trong họ Cerambycidae.